# قلعة كليس
قلعة كليس (بالكرواتية: Tvrđava Klis)‏ هي قلعة من العصور الوسطى تقع فوق القرية التي تحمل نفس الاسم بالقرب من سبليت في كرواتيا . منذ بداياتها كحصن صغير بنته قبيلة دالماتيا الإيليرية القديمة، أصبحت قلعة كليس قلعة ملكية كانت مقرًا للعديد من الملوك الكرواتيين في مملكة كرواتيا . حتى تم تطويرها النهائي كحصن كبير خلال الحروب العثمانية في أوروبا من أجل حماية الحدود. وخلال تاريخها الممتد لأكثر من ألفي عام، فُقدت وتم الاستيلاء عليها عدة مرات. نظرًا لموقعها على الممر الذي يفصل بين جبال موسور وكوزجاك، كانت القلعة بمثابة المصدر الرئيسي للدفاع في دالماتيا، خاصة ضد التقدم العثماني ، وكانت بمثابة تقاطع رئيسي بين حزام البحر الأبيض المتوسط والمناطق النائية في البلقان . 

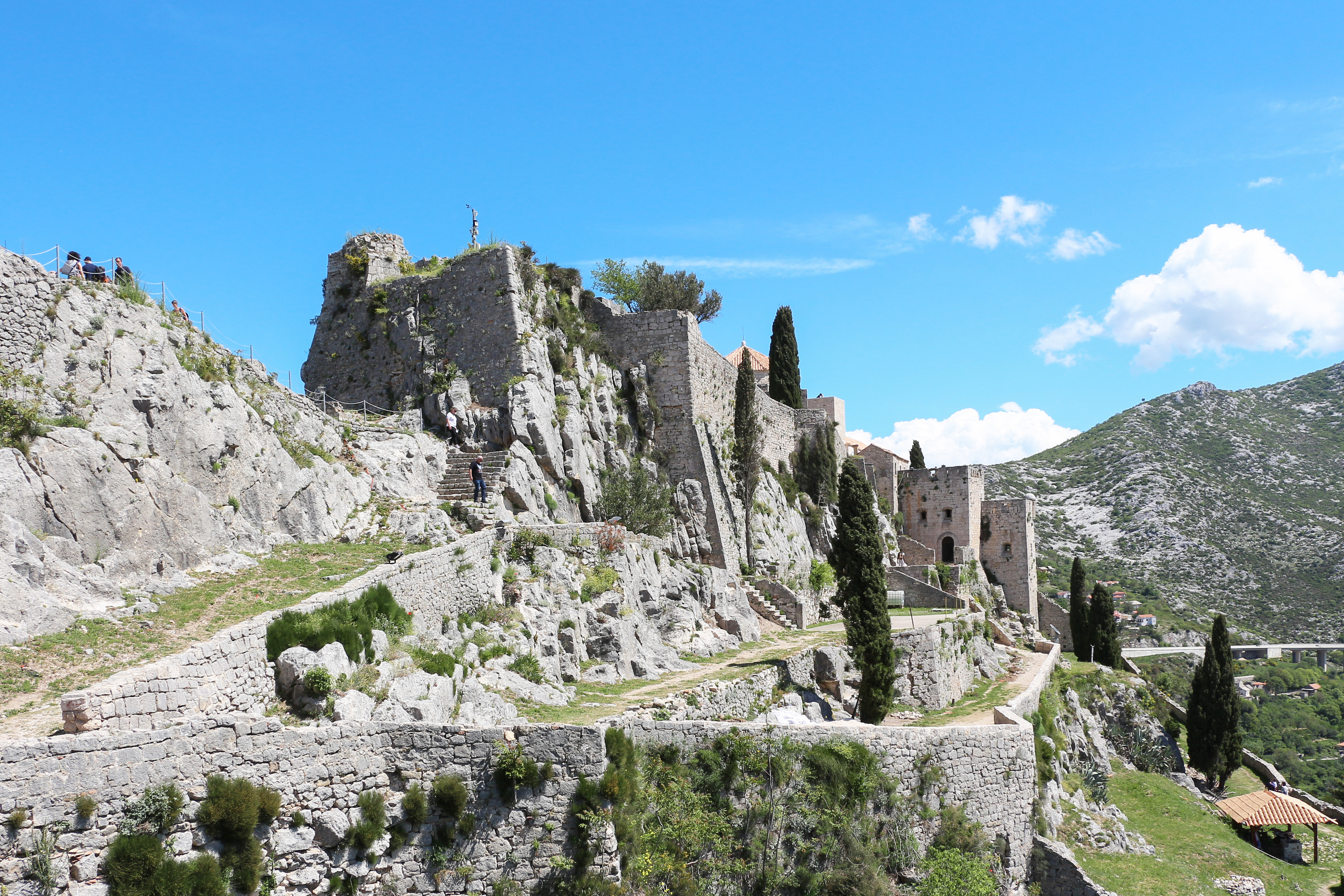
المنظر الجنوبي للقلعة.

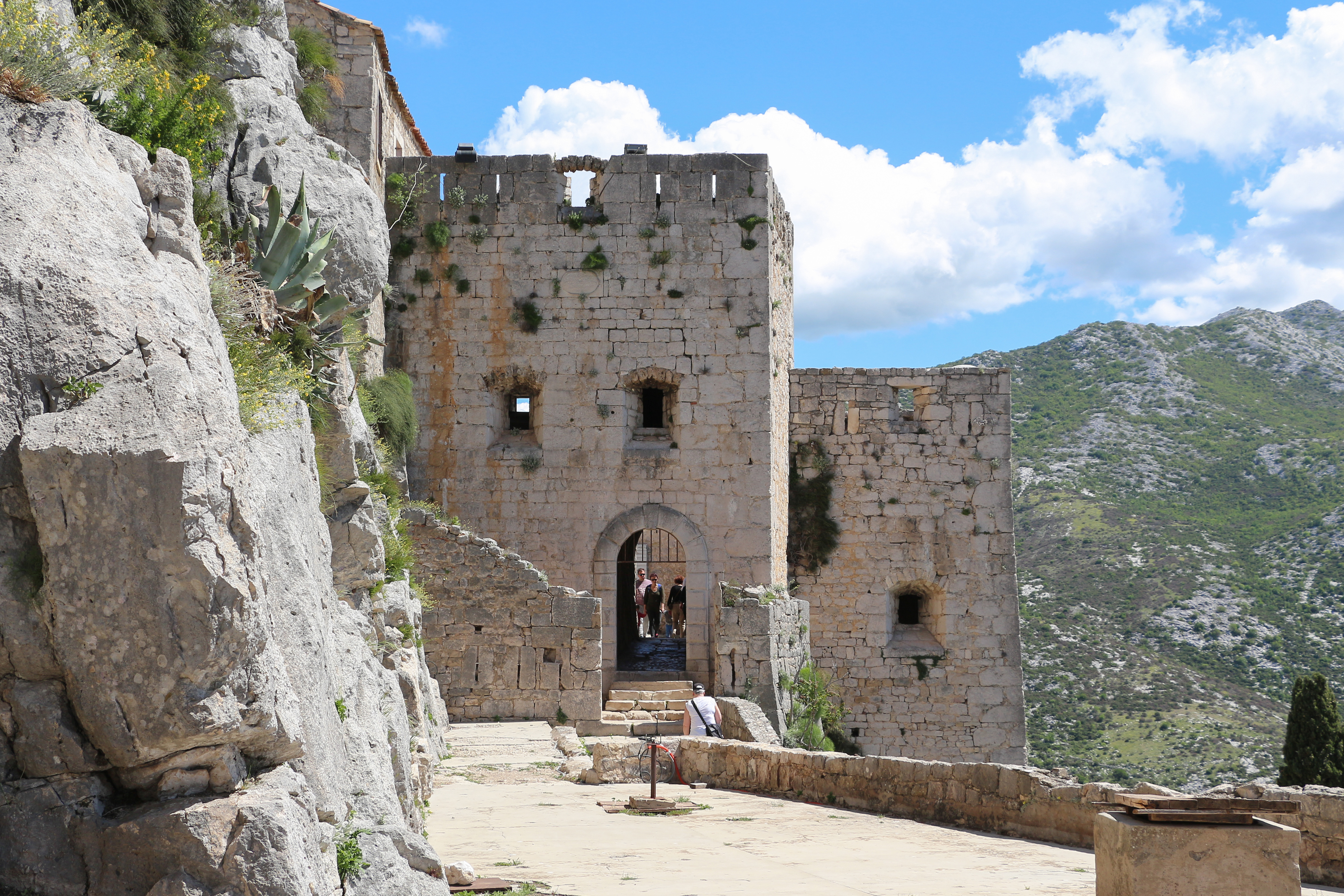
مدخل خط الدفاع الثالث من البوابة الثالثة في برج من القرون الوسطى.

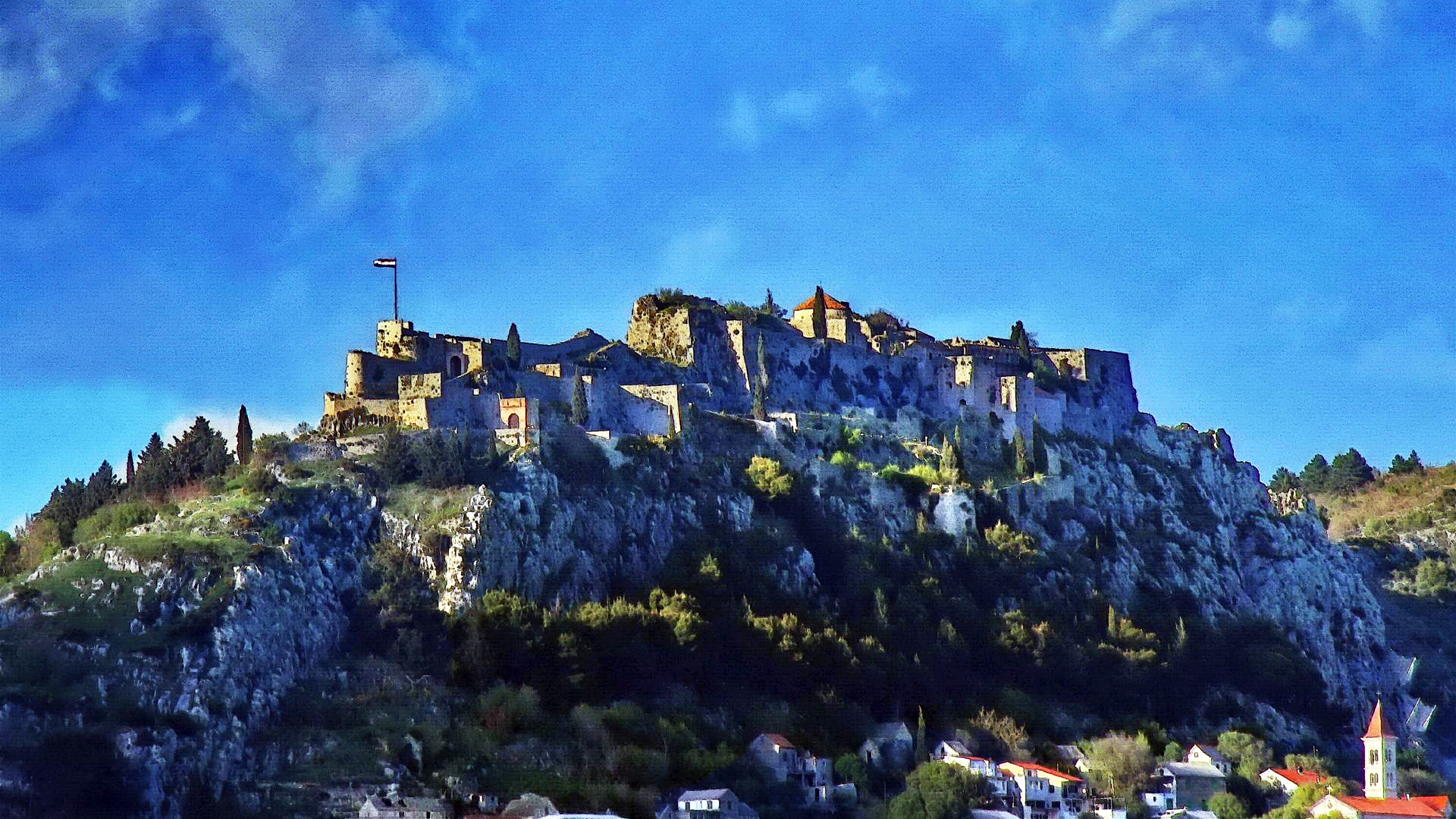
منظر من الجنوب الغربي في وقت متأخر بعد الظهر

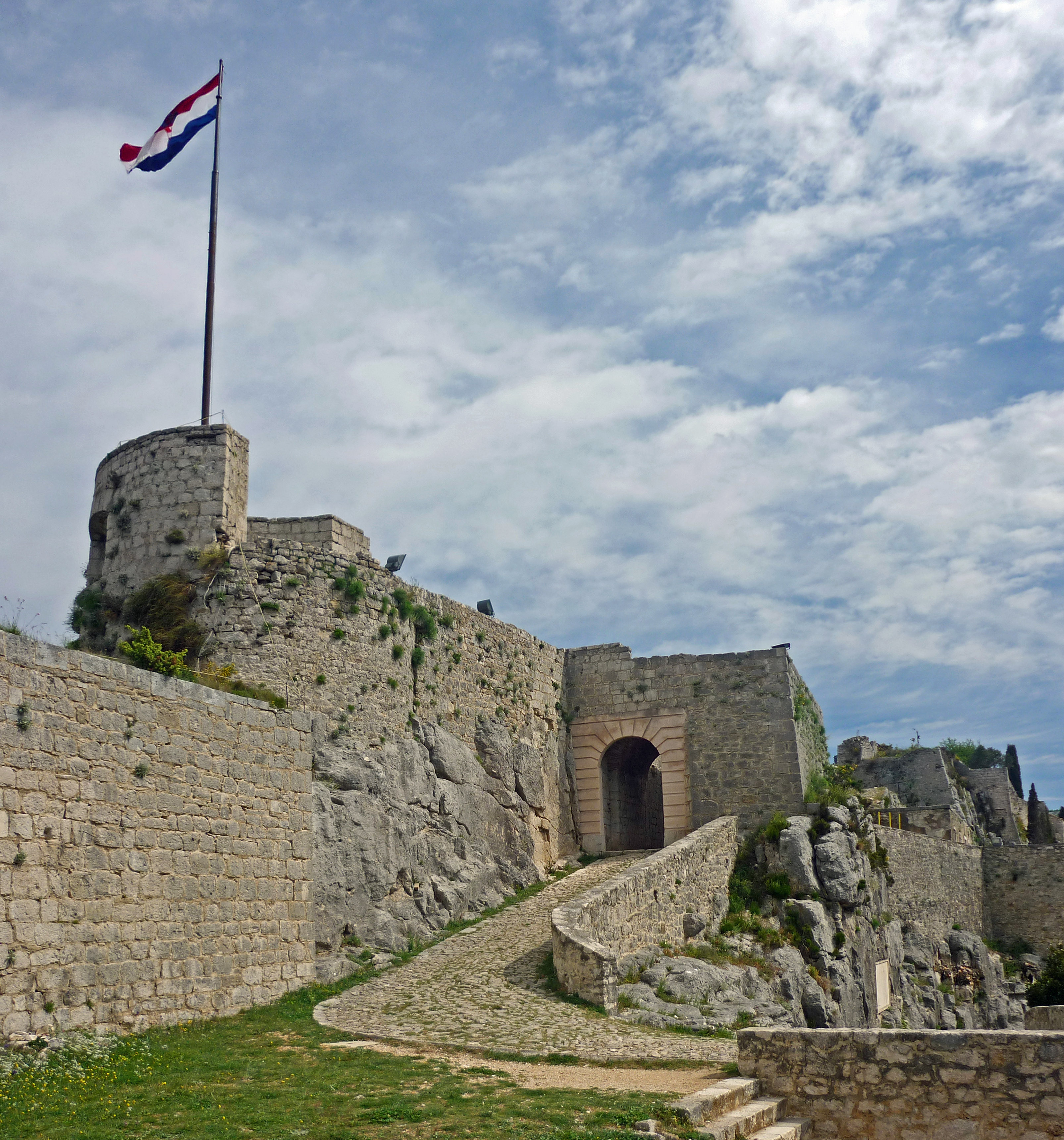
برج الأوبرا الذي يحرس المدخل الثاني.

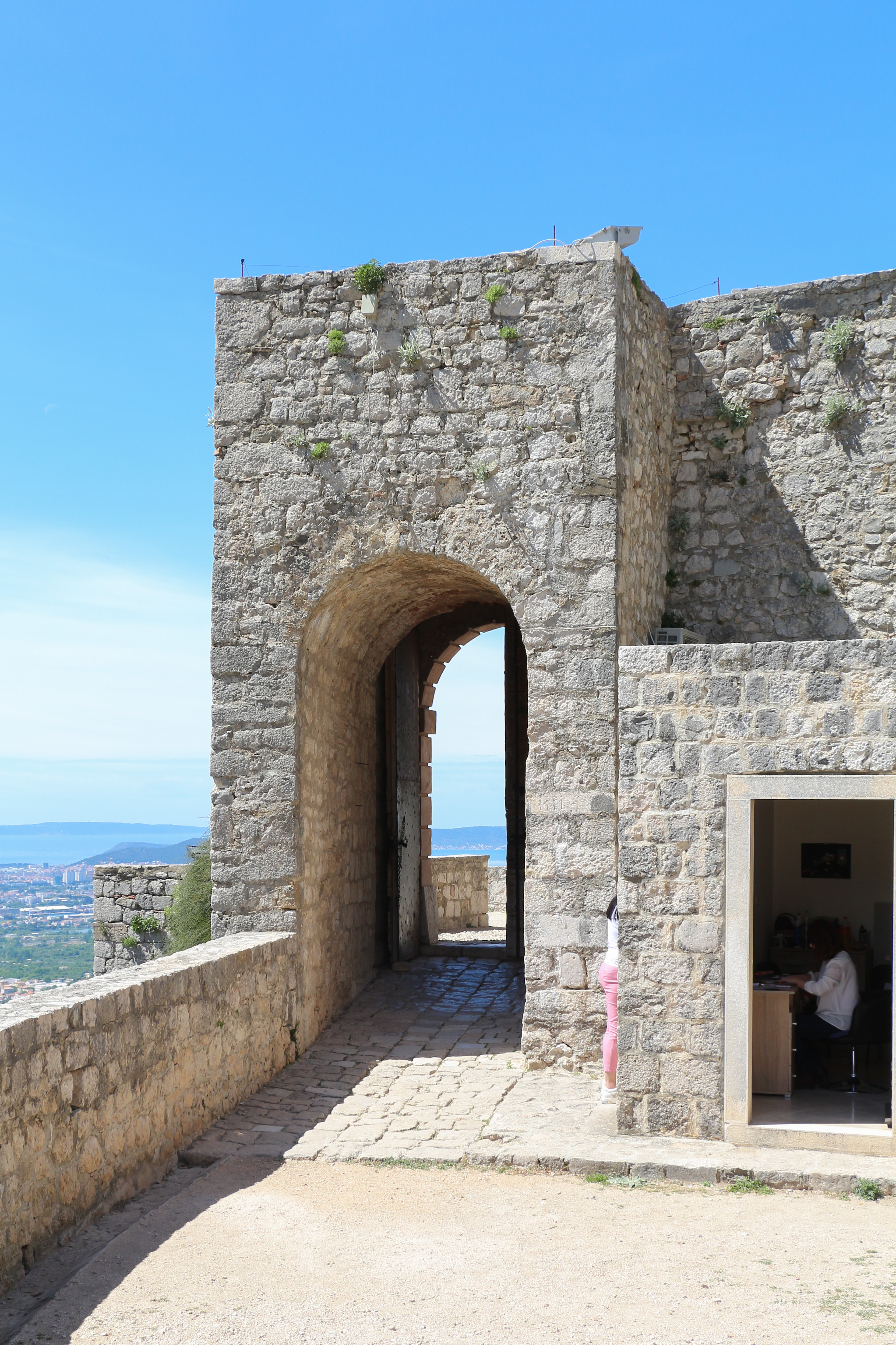
البوابة الأولى للقلعة

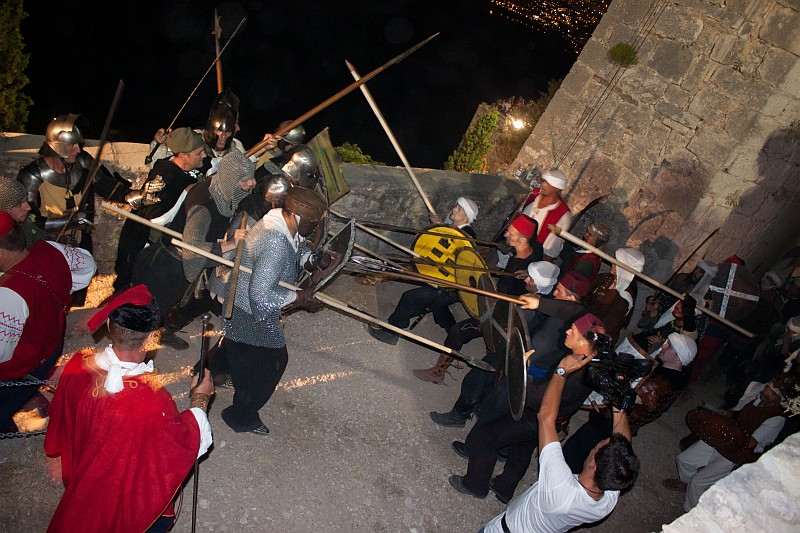
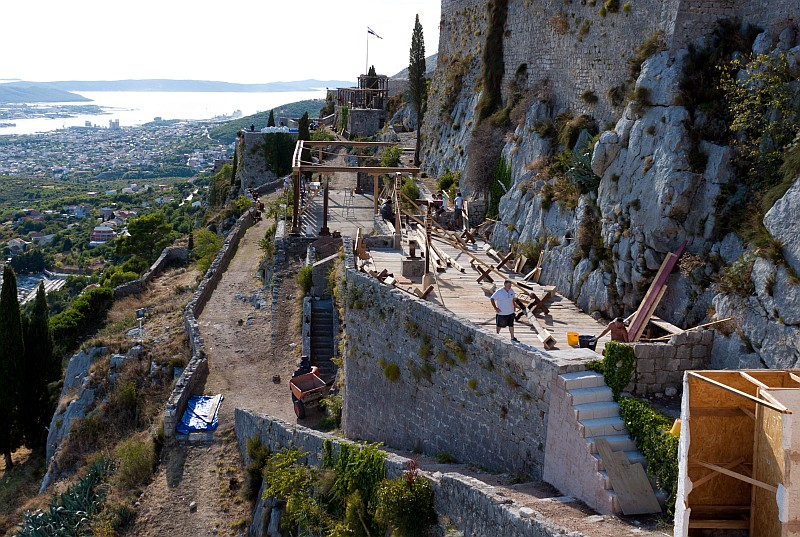
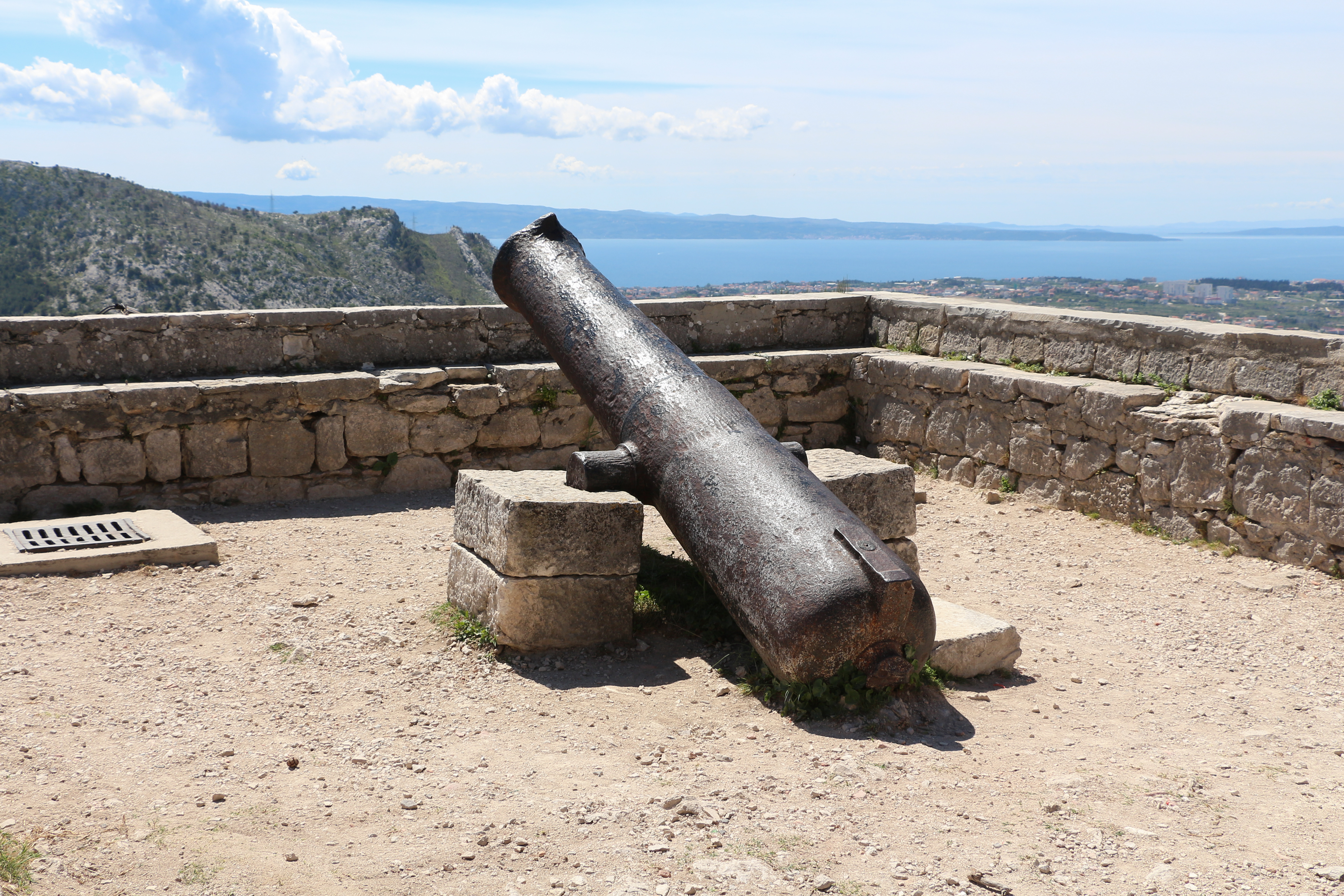
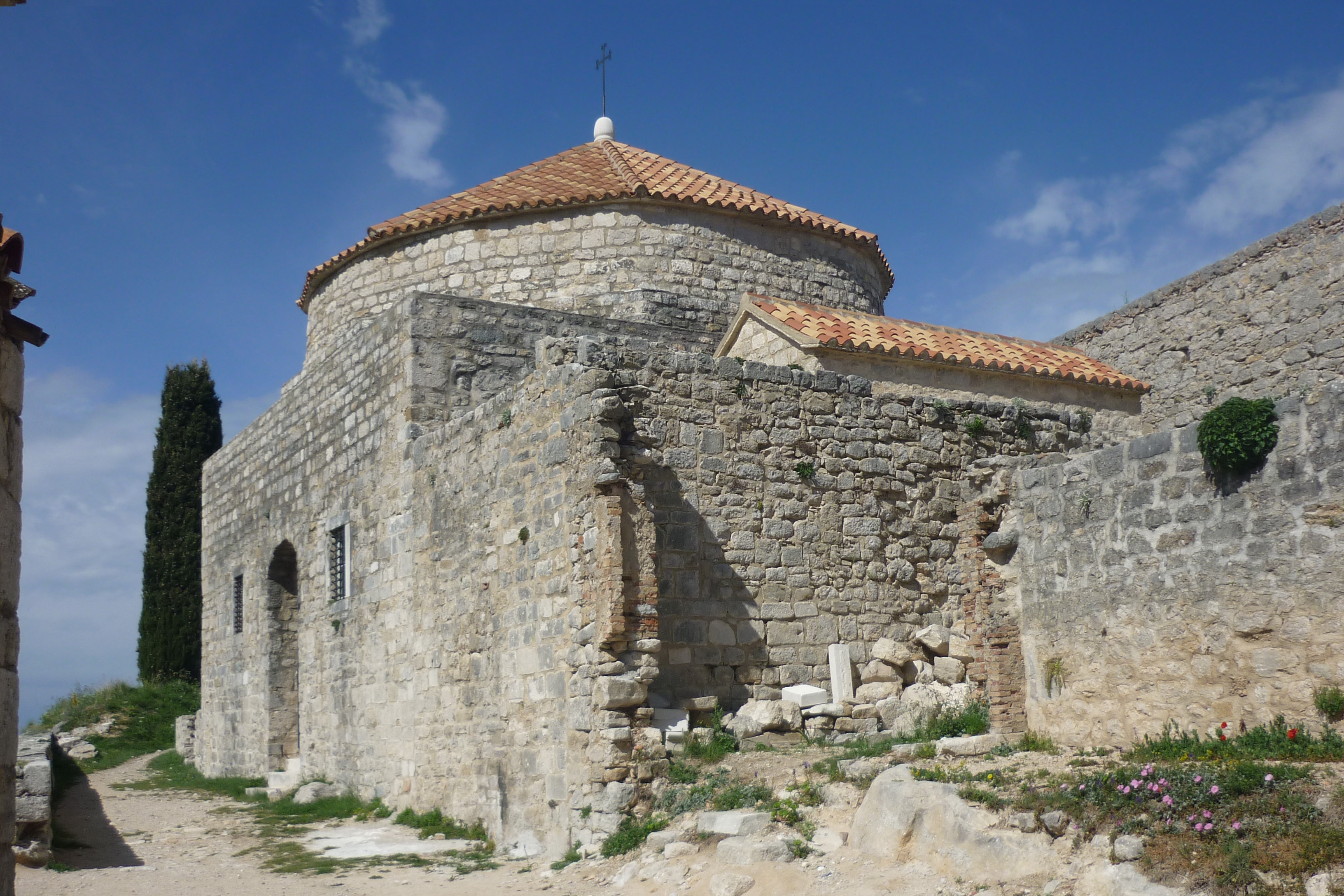